# Родољуб Џамић
Родољуб Џамић (Велика Врбница, 31. мај 1951) је српски политичар. Тренутно је председник општине Врњачка Бања. Ожењен је и отац троје деце. Говори руски језик.

## Образовање
- Средња школа у Трстенику
- Дипломирао на Правном факултету у Нишу.
- Правосудни испит у Београду

## Радна и политичка активност
Од 1969. до 1972. године радио је у ППТ Трстеник. После тога прелази да ради за Републички СУП СР Србије и СУП Краљево од 1972. до 1981. године. Године 1980. је био командант Омладинске радне акције. Од 1981. до 1982. године - Општинска конференција ССРН Врњачка Бања. Члан скупштине општине Врњачка Бања и председник извршног савета је био од 1982. до 1986. године. Од 1987. до 1999. је био директор јавног предузећа „Бели Извор“. Такође је од 1989. до 1991. и од 1996. до 2000. био председник скупштине општине Врњачка Бања. Од 1999. до 2004. године бавио се адвокатуром.
Године 2004. постаје председник Општине Врњачка Бања
- Од 1991. године је био члан СПС-а и председник општинског одбора СПС
- 1996. године постаје члан Главног одбора СПС
- Од 1991. до 1993. и од 1994. до 1997. године је био посланик у Народној Скупштини Републике Србије
- 2004. Носилац листе групе грађана „Знамо како“